# NGC 4287
NGC 4287 је спирална галаксија у сазвежђу Девица која се налази на NGC листи објеката дубоког неба.
Деклинација објекта је + 5° 38' 26" а ректасцензија 12h 20m 48,4s. Привидна величина (магнитуда) објекта NGC 4287 износи 14,3 а фотографска магнитуда 15,1. NGC 4287 је још познат и под ознакама MCG 1-32-14, CGCG 42-37, VCC 434, NPM1G +05.0342, PGC 39860.